# Perdita Weeks
Perdita Rose Annunziata Weeks (* 25. Dezember 1985 in Cardiff, Wales) ist eine britische Schauspielerin.

## Leben und Karriere
Perdita Weeks wurde 1985 in der walisischen Hauptstadt Cardiff als zweites von drei Kindern ihrer Eltern Robin und Susan Weeks geboren. Ihre ältere Schwester Honeysuckle und ihr jüngerer Bruder Rollo Weeks sind ebenfalls Schauspieler. Nach dem Schulbesuch studierte sie Kunstgeschichte am Courtauld Institute of Art in London.
Ihr Filmdebüt gab sie 1993 neben ihrer sechs Jahre älteren Schwester in der Serie Goggle Eyes. In Rag Nymph spielte sie die jugendliche Millie, während ihre Schwester Honeysuckle Millie in reiferen Jahren mimte. Dem deutschsprachigen Publikum wurde sie durch Episodenrollen in Inspector Barnaby und Rosamunde-Pilcher-Verfilmungen bekannt. In der auch im deutschsprachigen Raum erfolgreichen Historienserie Die Tudors verkörperte sie Mary Boleyn, die Schwägerin des von Jonathan Rhys Meyers dargestellten Königs Heinrich VIII.
2018 übernahm Weeks in Magnum P.I., der Neuauflage der Fernsehserie Magnum, die Rolle der britischen Hausverwalterin Higgins.

## Filmografie
- 1993: Goggle Eyes (Miniserie)
- 1995: The Shadowy Third (Fernsehfilm)
- 1995: Loving (Fernsehfilm)
- 1996: Tod im kalten Morgenlicht (The Cold Light of Day)
- 1996: El último viaje de Robert Rylands
- 1996: Hamlet
- 1997: Rag Nymph (Dreiteiler, zwei Folgen)
- 1997: Spice World – Der Film (Spice World)
- 2000: Der Prinz und der Bettelknabe (The Prince and the Pauper, Fernsehfilm)
- 2002: Stig of the Dump (Fernsehserie, fünf Folgen)
- 2003: Inspector Barnaby (Midsomer Murders) Fernsehserie, Staffel 6, Folge 2: Trau, schau, wem! (Death And Dreams)
- 2004: Sherlock Holmes – Der Seidenstrumpfmörder (Sherlock Holmes and the Case of the Silk Stocking, Fernsehfilm)
- 2007–2008: Die Tudors (The Tudors, Fernsehserie, sechs Folgen)
- 2008: Wenn Jane Austen wüßte (Lost in Austen, Vierteiler, vier Folgen)
- 2008–2009: Rosamunde Pilcher – Vier Jahreszeiten (Vierteiler, vier Folgen)
- 2009: Junction (Kurzfilm)
- 2009: Lewis – Der Oxford Krimi (Lewis, Fernsehreihe, Folge 3x04 Ein letzter Blues)
- 2010: Prowl
- 2011: Gelobtes Land (The Promise, Vierteiler, vier Folgen)
- 2011: Große Erwartungen (Great Expectations, Dreiteiler, zwei Folgen)
- 2012: Titanic (Vierteiler, vier Folgen)
- 2013: Der Flug der Störche (Flight of the Storks, Zweiteiler, zwei Folgen)
- 2013: The Invisible Woman
- 2014: The Great Fire (Vierteiler, vier Folgen)
- 2014: Katakomben (As Above, So Below)
- 2015: Die Musketiere (Fernsehserie, Folge 2x07 Mörder im Palast)
- 2016: Rebellion (Miniserie, Fünfteiler, vier Folgen)
- 2016: Penny Dreadful (Fernsehserie, vier Folgen)
- 2017: Grantchester (Fernsehserie, Folge 3x06)
- 2018: Ready Player One
- 2018–2024: Magnum P.I. (Fernsehserie, 96 Folgen)
- 2020: Hawaii Five-0 (Fernsehserie, Folge 10x12)
- 2025: Fountain of Youth